# Репьёвский район
Репьёвский район — административно-территориальная единица (район) и муниципальное образование (муниципальный район) на западе Воронежской области России.
Административный центр — село Репьёвка.

## География
Репьёвский район находится в западной части Воронежской области и граничит с Острогожским, Хохольским и Нижнедевицким районами области, а также Красненским районом и городским округом Старый Оскол Белгородской области.
Площадь — 940 км². Основные реки — Потудань и её притоки.

### Климат
Район находится в зоне с умеренно континентальным климатом. Самым холодным месяцем в году является январь, самым жарким — июль.

### Рельеф
Репьёвский район находится на правом берегу реки Дон — в южной части Среднерусской возвышенности, для которой характерна густая овражно-балочная сеть.

## История
Район образован 30 июля 1928 года в составе Центрально-Чернозёмной области (ЦЧО). При разделе ЦЧО на Воронежскую и Курскую области в 1934 году район вошёл в состав Воронежской области. В 1963 году район был упразднён, в 1965 году восстановлен.

## Население
| 1989    | 2002    | 2009    | 2010    | 2011    | 2012    | 2013    |
| ------- | ------- | ------- | ------- | ------- | ------- | ------- |
| 20 420  | ↘17 884 | ↘16 595 | ↘16 027 | ↘15 988 | ↘15 906 | ↘15 873 |
| 2014    | 2015    | 2016    | 2017    | 2018    | 2019    | 2021    |
| ↘15 777 | ↘15 742 | ↘15 716 | ↗15 810 | ↘15 680 | ↘15 561 | ↘15 304 |
| 2025    |         |         |         |         |         |         |
| ↘14 838 |         |         |         |         |         |         |

### Национальный состав
По итогам переписи населения 2020 года проживали следующие национальности (национальности менее 0,1 % и другое, см. в сноске к строке «Другие»):
| Национальность | Численность, чел. | Доля     |
| -------------- | ----------------- | -------- |
| Русские        | 14 394            | 94,05 %  |
| Армяне         | 145               | 0,95 %   |
| Таджики        | 125               | 0,82 %   |
| Табасараны     | 99                | 0,65 %   |
| Украинцы       | 87                | 0,57 %   |
| Азербайджанцы  | 44                | 0,29 %   |
| Узбеки         | 35                | 0,23 %   |
| Цыгане         | 34                | 0,22 %   |
| Молдаване      | 24                | 0,16 %   |
| Агулы          | 21                | 0,14 %   |
| Другие         | 296               | 1,92 %   |
| Итого          | 15 304            | 100,00 % |

## Муниципально-территориальное устройство
В Репьёвский муниципальный район входят 11 муниципальных образований со статусом сельских поселений:
| №  | Муниципальное образование           | Административный центр | Количество населённых пунктов | Население | Площадь, км2 |
| -- | ----------------------------------- | ---------------------- | ----------------------------- | --------- | ------------ |
| 1  | Бутырское сельское поселение        | село Бутырки           | 10                            | ↘1288     | 99,90        |
| 2  | Истобинское сельское поселение      | село Истобное          | 3                             | ↗1446     | 141,04       |
| 3  | Колбинское сельское поселение       | село Колбино           | 4                             | ↘1105     | 85,82        |
| 4  | Краснолипьевское сельское поселение | село Краснолипье       | 2                             | ↘1561     | 94,73        |
| 5  | Новосолдатское сельское поселение   | село Новосолдатка      | 1                             | ↘928      | 63,56        |
| 6  | Осадчевское сельское поселение      | село Осадчее           | 2                             | ↘499      | 68,09        |
| 7  | Платавское сельское поселение       | село Платава           | 2                             | ↘858      | 65,37        |
| 8  | Репьёвское сельское поселение       | село Репьёвка          | 3                             | ↗5493     | 98,94        |
| 9  | Россошанское сельское поселение     | село Россошь           | 8                             | ↘1212     | 95,27        |
| 10 | Россошкинское сельское поселение    | село Россошки          | 1                             | ↘449      | 31,93        |
| 11 | Скорицкое сельское поселение        | село Усть-Муравлянка   | 6                             | →907      | 89,00        |

## Населённые пункты
В Репьёвском районе 42 населённых пункта.
| №  | Населённый пункт  | Тип     | Население | Муниципальное образование           |
| -- | ----------------- | ------- | --------- | ----------------------------------- |
| 1  | Александровка 2-я | хутор   | 12        | Россошанское сельское поселение     |
| 2  | Бутырки           | село    | ↘1103     | Бутырское сельское поселение        |
| 3  | Верхняя Мельница  | хутор   | 0         | Репьёвское сельское поселение       |
| 4  | Дракино           | хутор   | 131       | Репьёвское сельское поселение       |
| 5  | Дружба            | хутор   | 17        | Россошанское сельское поселение     |
| 6  | Дубинин           | хутор   | 0         | Краснолипьевское сельское поселение |
| 7  | Екатериновка      | хутор   | 39        | Бутырское сельское поселение        |
| 8  | Заречье           | хутор   | 23        | Скорицкое сельское поселение        |
| 9  | Зарослый          | хутор   | 31        | Бутырское сельское поселение        |
| 10 | Истобное          | село    | ↗1476     | Истобинское сельское поселение      |
| 11 | Какуринка         | хутор   | 8         | Бутырское сельское поселение        |
| 12 | Ключи             | хутор   | 1         | Бутырское сельское поселение        |
| 13 | Колбино           | село    | 635       | Колбинское сельское поселение       |
| 14 | Комсомолец        | посёлок | 0         | Бутырское сельское поселение        |
| 15 | Корнеевка         | хутор   | 67        | Бутырское сельское поселение        |
| 16 | Красная Поляна    | хутор   | 9         | Россошанское сельское поселение     |
| 17 | Краснолипье       | село    | ↗1556     | Краснолипьевское сельское поселение |
| 18 | Красный Пахарь    | хутор   | 10        | Платавское сельское поселение       |
| 19 | Крестьянский      | хутор   | 54        | Бутырское сельское поселение        |
| 20 | Ленинский Путь    | посёлок | 0         | Истобинское сельское поселение      |
| 21 | Новая Жизнь       | посёлок | 14        | Истобинское сельское поселение      |
| 22 | Новосолдатка      | село    | ↘928      | Новосолдатское сельское поселение   |
| 23 | Обрез             | хутор   | 1         | Бутырское сельское поселение        |
| 24 | Одинцовка         | село    | 340       | Россошанское сельское поселение     |
| 25 | Осадчее           | село    | ↘346      | Осадчевское сельское поселение      |
| 26 | Платава           | село    | ↘972      | Платавское сельское поселение       |
| 27 | Прилепы           | село    | 381       | Колбинское сельское поселение       |
| 28 | Прилужный         | хутор   | 195       | Осадчевское сельское поселение      |
| 29 | Прудовый          | хутор   | 9         | Скорицкое сельское поселение        |
| 30 | Репье             | хутор   | 0         | Россошанское сельское поселение     |
| 31 | Репьёвка          | село    | ↘5401     | Репьёвское сельское поселение       |
| 32 | Родники           | хутор   | 33        | Россошанское сельское поселение     |
| 33 | Россошки          | село    | ↘449      | Россошкинское сельское поселение    |
| 34 | Россошь           | село    | ↘858      | Россошанское сельское поселение     |
| 35 | Сасовка 1-я       | хутор   | 61        | Колбинское сельское поселение       |
| 36 | Сасовка 2-я       | хутор   | 64        | Колбинское сельское поселение       |
| 37 | Сердюки           | хутор   | 79        | Бутырское сельское поселение        |
| 38 | Скорицкое         | село    | 125       | Скорицкое сельское поселение        |
| 39 | Токари            | хутор   | 0         | Россошанское сельское поселение     |
| 40 | Ульяновка         | хутор   | 14        | Скорицкое сельское поселение        |
| 41 | Усть-Муравлянка   | село    | 541       | Скорицкое сельское поселение        |
| 42 | Фабрицкое         | село    | 222       | Скорицкое сельское поселение        |

## Экономика
Сельскохозяйственное производство района представлено 11 сельхозпредприятиями, 20 крестьянско-фермерскими хозяйствами и 7243 личными хозяйствами населения. По состоянию на 01.01.2007 года площадь сельскохозяйственных угодий в целом по району составляет 79 046 га, в том числе 54 827 га пашни. Развиваются растениеводство (зерновые и зернобобовые культуры, подсолнечник, сахарная свёкла) и животноводство.

## Достопримечательности
- Репьёвский краеведческий музей.
- Церковь св. апостолов Петра и Павла (1877 год).
- Городище Россошки 1 — «Крутцы»